# Quam Graviter
Quam Graviter é uma encíclica do Papa Clemente XIII, datada de 25 de junho de 1766, e escrita ao Episcopado Francês, na qual o Pontífice reclama de algumas decisões tomadas contra a Igreja pelo governo francês, que havia exercido o direito de reconhecer ou anular " qualquer decreto da Igreja sobre a fé ou disciplina ou regras de conduta », e exorta os Bispos a pedirem ajuda ao Rei.

## Fonte
- Tutte le encicliche e i principali documenti pontifici emanati dal 1740. 250 anni di storia visti dalla Santa Sede, editado por Ugo Bellocci. Vol. II: Clemente XIII (1758-1769), Clemente XIV (1769-1774), Pio VI (1775-1799), Pio VII (1800-1823), Libreria Editrice Vaticana, Città del Vaticano 1994.